# Jonathan Goldstein (scénariste)
Pour les articles homonymes, voir Jonathan Goldstein et Goldstein.
Jonathan M. Goldstein (né le 18 novembre 1968 à New York) est un scénariste et réalisateur américain.

## Biographie
Né à New York, il a fait ses études à l'université du Michigan, et est diplômé de la faculté de droit de Harvard.
Il est marié depuis 2007 avec Adena Helpern.
Il a écrit et produit plusieurs comédies, dont Good Morning, Miami, Four Kings, The PJs et The New Adventures of Old Christine.

## Filmographie

### Scénariste
- 2011 : Comment tuer son boss ?
- 2013 : L'Incroyable Burt Wonderstone (The Incredible Burt Wonderstone)
- 2013 : Comment tuer son boss 2
- 2013 : L'Île des Miam-nimaux : Tempête de boulettes géantes 2
- 2017 : Spider-Man: Homecoming
- 2023 : Donjons et Dragons : L'Honneur des voleurs (Dungeons & Dragons: Honor Among Thieves)

### Réalisateur
- 2015 : Vive les vacances (coréalisé avec John Francis Daley)
- 2018 : Game Night (coréalisé avec John Francis Daley)
- 2023 : Donjons et Dragons : L'Honneur des voleurs (Dungeons & Dragons: Honor Among Thieves) (coréalisé avec John Francis Daley)

### Producteur
- 2019 : Stuber de Michael Dowse